# Moose Jaw
Moose Jaw Kanada Saskatchewan tartományának déli, középső részén elhelyezkedő város. A város a Trans-Canada highway mentén, Reginatól 77km-re keletre található. A település nevének eredetére vonatkozólag két elmélet létezik. Az első elmélet szerint a város neve a krí nyelvből, a moscâstani-sîpiy névből származik, melynek jelentése "meleg hely a folyó mellett". Hasonlóan a krí nyelvű moose gaw név jelentése "meleg szellők". A második elmélet szerint a térképet nézve, a városon keresztülmenő Moose Jaw folyó kanyarulatai egy jávorszarvas állkapcsát formázzák (angolul moose jaw = "jávorszarvas állkapocscsont"), amiből a név is származik. 
Moose Jaw a terület fontos ipari és közlekedési központja, fontos vasúti csomópont a mezőgazdasági termékek számára.

## Látnivalók

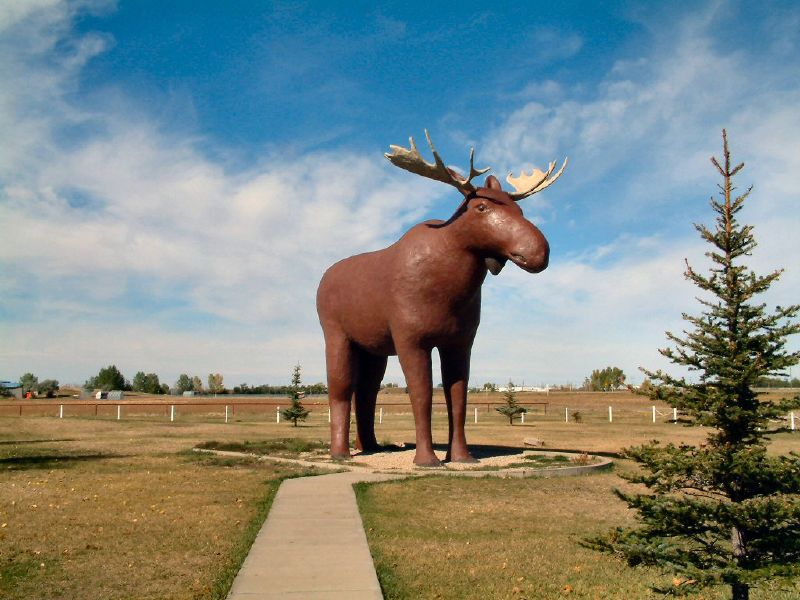
Mac, a jávorszarvas szobra a városban

- Mac a jávorszarvas szobra
- Tunnels of Moose Jaw
- Western Development Museum

## Külső hivatkozások
- Tunnels of Moose Jaw

1. ↑  Canada 2021 Census